# Frommersbach (Zerf)
 Frommersbach  ist ein Ortsteil der Ortsgemeinde Zerf im Landkreis Trier-Saarburg in Rheinland-Pfalz.

## Sehenswürdigkeiten

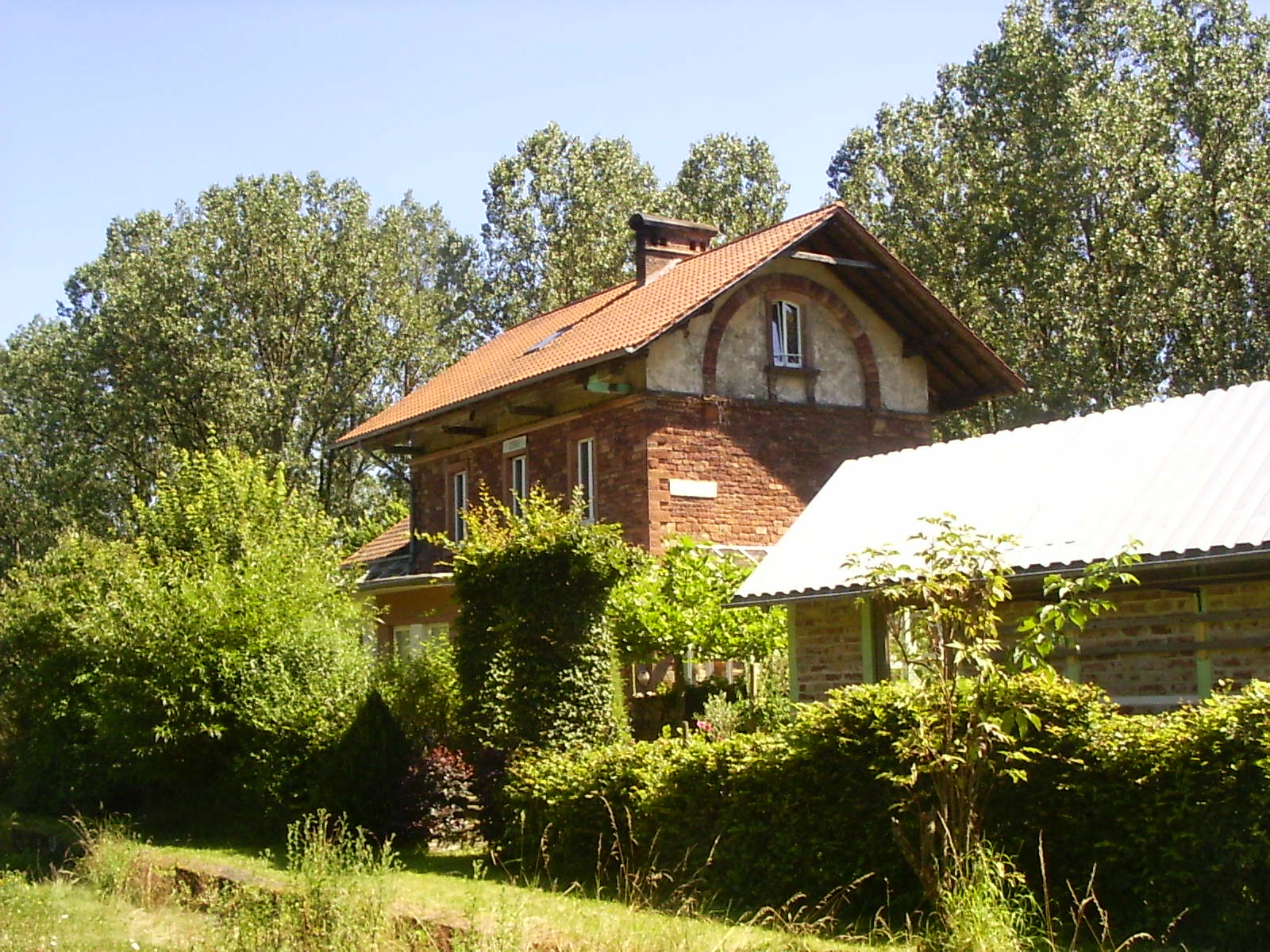
Ehemaliger Bahnhof Zerf (2012)

In der Liste der Kulturdenkmäler in Zerf sind für Frommersbach zwei Einzeldenkmäler aufgeführt:
- Bahnhof Zerf, ein Stationsgebäude der Hochwaldbahn; der Typenbau, ein ein- bis zweigeschossiger Rotsandsteinquaderbau mit Kniestock, stammt aus dem Jahr 1889 (Bahnhofstraße 74)
- Wegekapelle, ein Putzbau aus dem Jahr 1871 (südlich des Ortes über der Bachaue)

## Persönlichkeiten
- Maximin Maria Meier (1913–1945), Schulbruder und Märtyrer